# Juan Cavero Gonzales
Juan Cavero (Callao, Perú; 25 de enero de 1951-19 de julio de 2014) fue un futbolista peruano. Desempeñó como arquero.

## Trayectoria
Se inició en el Club Sportivo Jorge Washington del Callao. Para luego pasar al Club Ciclista Lima Association y al Club Atlético Chalaco en dos etapas. Continuo en el Sport Boys Association. Luego viajó a Venezuela y jugó en el Galicia de Aragua radicándose en el país llanero hasta su fallecimiento.

## Clubes
| Club                           | País      | Temporada |
| ------------------------------ | --------- | --------- |
| Club Sportivo Jorge Washington | Perú      | 1969      |
| Club Ciclista Lima Association | Perú      | 1973      |
| Club Atlético Chalaco          | Perú      | 1974-1975 |
| Sport Boys Association         | Perú      | 1976      |
| Club Atlético Chalaco          | Perú      | 1977      |
| Galicia de Aragua              | Venezuela | 1978      |